# Cornelias Kohlröschen
Cornelias Kohlröschen ist eine in den Westalpen vorkommende Orchideenart. Je nachdem, ob man der taxonomischen Einordnung der Kohlröschen in die Gattung Gymnadenia folgt oder die Kohlröschen als eigenständige Gattung Nigritella definiert, wird sie als Gymnadenia corneliana (Beauverd) Teppner & Klein oder als Nigritella corneliana (Beauverd) Gölz & Reinhard bezeichnet. Ihren Namen hat sie erhalten zu Ehren von Cornelia Rudio, einer Schweizer Botanikerin.

## Merkmale
Cornelias Kohlröschen ist eine ausdauernde (perennierende) krautige Pflanze, mit Wuchshöhen von 9 bis 30 cm. Sie ist ein Geophyt, der zwei handförmig geteilte Wurzelknollen mit Nebenwurzeln ausbildet. Die Sprossachse ist unverzweigt und aufrecht und durch die herablaufenden Ränder und Nerven der Laubblätter etwas kantig. Die scheidenartigen Blätter oberhalb der Knollen sind noch im Boden versteckt. Die zahlreichen linearen, fast grasartigen Laubblätter bilden zum größten Teil eine bodenständige Rosette. Darüber folgen brakteenartige Stängelblätter.
Der Blütenstand ist kugelig bis oval und besteht aus vielen kleinen dicht gedrängten Blüten. Die Blüten sitzen an den Blattachseln von fertilen Tragblättern (Brakteen). Die unteren Brakteen sind etwas länger, die oberen etwas kürzer als die Blüten selbst. Die Ränder der Tragblätter sind fein gezähnelt. Die im Mittel etwa 60 Blüten sind im unteren Teil des Blütenstandes hellrosa bis weiß, im oberen Teil rosa bis hellrot. Sie duften intensiv nach Vanille. Wie bei anderen Angehörigen der Gattung Nigritella und im Gegensatz zu Gymnadenia-Arten sind die Blüten nicht um die Achse gedreht (das Labellum befindet sich in seiner originalen Position oben). Die Blüten sind hermaphroditisch, zygomorph und dreizählig: Das Perigon besteht aus zwei seitlichen Sepalen und einem mittleren sowie zwei seitlichen Petalen und der bis 10 mm langen Lippe, deren Taille etwa im unteren Viertel zu finden ist. Der Sporn ist sehr klein. Die beiden Pollinien sind gelb. Das Säulchen ist kurz. Der Aufbau der Blüten der Gattung Nigritella wird im Eintrag Händelwurzen am Beispiel des Schwarzen Kohlröschens (Nigritella oder Gymnadenia nigra) beschrieben. Der Blühzeitpunkt liegt im Süden des Verbreitungsgebiets und in tieferen Lagen bei Ende Juni/Anfang Juli und in höheren Lagen im zentraleren Alpenbereich bei Mitte Juli bis Anfang August.
Die Blüten haben folgende Blütenformel: X, P 3+3 [A 1, G (3)], unterständig, Kapsel. Die Chromosomenzahl beträgt 2n = 40 (diploid).

## Vermehrung
Cornelias Kohlröschen pflanzt sich wie alle anderen diploiden Nigritella-Arten geschlechtlich fort und unterscheidet sich dadurch von den polyploiden Kohlröschen-Arten, die sich apomiktisch reproduzieren. Darüber hinaus ist auch eine vegetative Vermehrung über die Pseudobulben möglich. Die Bestäubung erfolgt über eine Vielzahl von Fluginsekten, vor allem über Schmetterlinge, die zum Teil von Duftstoffen angelockt werden.
Cornelias Kohlröschen bildet eine Kapselfrucht, die zahlreiche sehr kleine flache Samen enthält. Diese Samen enthalten keine Nährstoffe, so dass sie zur Keimung bis zur Entwicklung erster chlorophyll-haltiger Organe wie viele Erd-Orchideen auf das Vorhandensein von Bodenpilzen (Mykorrhiza) angewiesen sind.

## Vorkommen
Cornelias Kohlröschen ist in den Westalpen (Frankreich östlich von Grenoble und westliches Italien) verbreitet. Es wächst vor allem auf kalkhaltigen alpinen Matten in Höhen zwischen 1500 und 2500 m sowie in lichten Lärchenwäldern. Es scheut entgegen einiger Angaben aus der Literatur auch saure Böden nicht. An manchen Standorten finden sich große Kolonien dieser Art.

## Taxonomie und Systematik
Das Basionym von Cornelias Kohlröschen ist Nigritella nigra subsp. corneliana Beauverd, das von Gustave Beauverd 1925 in Bull. Soc. Bot. Genève Band 17, Seite 337 veröffentlicht wurde. Diese Sippe wurde 1986 von Peter Gölz und Hans R. Reinhard als Nigritella corneliana (Beauverd) Gölz & H. R. Reinhard in Jahresberichte des Naturwissenschaftlichen Vereins in Wuppertal Band 39, Seite 39 und 1998 von Herwig Teppner und Erich Klein in Phyton (Horn), Band 38, Seite 221 als Gymnadenia coneliana (Beauverd) Teppner & E. Klein als Art eingestuft.

### Varietäten
Es sind zwei Varietäten beschrieben:
- Gymnadenia corneliana var. bourneriasii (E. Breiner & R. Breiner) P. Delforge mit einem einheitlich roten Blütenstand[5]
- Gymnadenia corneliana var. vesubiana (G. Keller) G. Foelsche & W. Foelsche mit einem Blütenstand, der zum größten Teil weiß ist und nur im oberen Abschnitt wenige rötliche Anteile aufweist[6]